# Plešanovo
Plešanovo (in russo Плешаново?) è un villaggio della Russia europea sudorientale, situato nell'oblast' di Orenburg; è il centro amministrativo del rajon Krasnogvardejskij.
Si trova vicino al fiume Tok, a nord-ovest di Orenburg.